# Митрофан (Баданин)
Митрополит Митрофа́н (в миру Алексей Васильевич Бада́нин; род. 27 мая 1953 года, Ленинград) — архиерей Русской Православной Церкви, митрополит Мурманский и Мончегорский, глава Мурманской митрополии.
Кандидат богословия. Автор многих книг и публикаций по истории Крайнего Севера, богословию и проблематике агиографического наследия Церкви.

## Биография
Потомственный военный моряк. Его прадед 12 лет отдал Императорскому флоту, служил под началом адмирала Макарова, прошёл вместе с ним два кругосветных похода. Отец, капитан 1-го ранга, участник Великой Отечественной войны, служил на подводных лодках в 50-е годы XX века. Другой прадед епископа Митрофана, Степан Пименов, был управляющим дворцом великого князя Михаила Александровича.
Родился в 1953 году в Ленинграде во дворце Великого Князя Михаила Александровича (семья проживала во флигеле дворца вплоть до 1959 года). Крещен в младенчестве в кафедральном Никольском Морском соборе Петербурга.
В 1976 году окончил Высшее военно-морское училище и в том же году в звании лейтенанта начал службу на Северном флоте. C 1979 года был командиром кораблей различных классов.
В 1995 году окончил Военно-морскую академию имени Н. Г. Кузнецова.
В 1997 году уволился в запас в звании капитана 2 ранга.
В 1998 году назначен пресс-секретарём епископа Мурманского Симона (Гети) и руководителем издательства Мурманской епархии. Основатель и первый редактор газеты Мурманской епархии «Православная миссионерская газета».
В 1999 году поступил в Православный Свято-Тихоновский богословский институт, который окончил в 2005 году, поступив в аспирантуру.
В 2000 году получил благословение от архимандрита Иоанна (Крестьянкина) на принятие монашества. 11 июня 2000 года архиепископом Мурманским Симоном (Гетей) пострижен в монашество с наречением имени Митрофан в честь святителя Митрофана, первого патриарха Константинопольского.
13 июня того же года рукоположён во иеродиакона, а 25 июня — во иеромонаха. Назначен настоятелем Успенского прихода села Варзуга.

«До меня в Варзуге сменилось четыре священника, после чего все они, показав себя с худшей стороны, перестали быть священниками. Варзуга поедала их. Когда владыка Симон сказал, что отправляет меня в Варзугу, я не ожидал этого. Страшно, когда сюда отправляли четырёх человек, и они переставали быть священниками. <…> Было тяжело. Жить негде, дом не достроен. Наступила зима — нет ни воды, ни дров, печку пришлось переделывать несколько раз. Не всегда был свет. В храме холодно. Надо готовиться к причащению. Хлеб превращается в камень, его не разрезать, вино льдом покрывается. Прикоснуться к металлическим предметам невозможно. Через всё это надо было пройти. Потом Господь послал помощников. Постепенно ситуация стала меняться, изменилось отношение людей».

28 марта 2007 года возведён в сан игумена.
23 сентября 2009 года на заседании диссертационного совета ПСТГУ состоялась защита его диссертации на соискание учёной степени кандидата богословия «Житие преподобного Трифона Печенгского и история Печенгского монастыря в свете новых исторических документов (опыт критического переосмысления)».

### Архиерейское служение
2 октября 2013 года решением Священного синода избран епископом Североморским и Умбским. 1 ноября в крестовом храме в честь Владимирской иконы Божией Матери рабочей Патриаршей резиденции в Чистом переулке наречён во епископа. Чин наречения возглавил патриарх Московский и всея Руси Кирилл. 24 ноября в храме Сошествия Святого Духа в посёлке Первомайское города Москвы хиротонисан во епископа Североморского и Умбского. Хиротонию совершили патриарх Московский и всея Руси Кирилл, митрополит Крутицкий и Коломенский Ювеналий, митрополит Саранский и Мордовский Варсонофий, митрополит Мурманский и Мончегорский Симон, епископ Красногорский Иринарх (Грезин), епископ Солнечногорский Сергий (Чашин), епископ Воскресенский Савва (Михеев).
C 17 по 28 ноября 2014 года в Москве слушал двухнедельные курсы повышения квалификации для новопоставленных архиереев Русской православной церкви.
25 декабря 2014 года решением Священного синода утверждён в должности священноархимандрита Свято-Троицкого Трифонова Печенгского мужского монастыря.
14 июля 2018 года решением Священного синода включён в состав Высшего церковного совета как председатель Патриаршей комиссии по физической культуре и спорту.
26 февраля 2019 года решением Священного синода назначен епископом Мурманским и Мончегорским и главой Мурманской митрополии; одновременно ему поручено временное управление Североморской епархией.
17 марта 2019 года в кафедральном соборном Храме Христа Спасителя Патриархом Кириллом в связи с назначением главой Мурманской митрополии возведён в сан митрополита.
17 июля 2020 года Священным синодом утверждён священноархимандритом Свято-Троицкого Феодоритова Кольского мужского монастыря города Мурманска.

## Взгляды
В книге «До и после. Апология книги Еноха» высказывается в поддержку теории телегонии.

Последствия полового контакта неизгладимы и меняют как физическую, так и духовную природу человека. Недаром в Писании в отношении «брака» используется соответствующее образное слово «прилепиться». В наше развращенное время подобное мнение может вызвать лишь насмешки и обвинение в мракобесии. Точно так, как это произошло с теорией телегонии, подвергнутой жестокому остракизму со стороны «просвещенного» сообщества.

## Публикации
книги
- Святые мученицы Пузинские Евдокия, Дария, Дария и Мария / Под ред. иеромонаха Митрофана (Баданина). — Мурманск, 2002.
- Блаженный Феодорит Кольский, просветитель лопарей. — Мурманск, 2002. — 144 с. — (Православные подвижники Кольского Севера: Кн. I).
- Преподобный Трифон Печенгский и его духовное наследие. Житие, предания, исторические документы. Опыт критического переосмысления. — Мурманск, Изд. Мурманской и Мончегорской епархии, 2003. — 296 с.: ил. — (Православные подвижники Кольского Севера: Кн. II).
- Знание или любовь? О допустимости научных методов в толковании Евангелия. — Мурманск, 2005.
- Житие преподобного Феодорита, просветителя Кольского: в излож. иеромонаха Митрофана (Баданина). — Мурманск, 2006. — (Кольский патерик: Кн. I).
- Предание о Тихвинской иконе Божией Матери, что в селе Кашкаранцы на Терском берегу Белого моря. — Мурманск — СПб., 2007. — (Святыни Кольского Севера: Вып. I).
- Прп. Варлаам Керетский: исторические материалы к написанию жития. — СПб. : [б. и.] ; Мурманск : Ладан, 2007. — 247 с. — (Православные подвижники Кольского Севера; кн. 3). — ISBN 978-5-86983-022-7. — 5000 экз.
- Преподобный Варлаам Керетский. Исторические материалы к написанию жития. СПб. — Мурманск, 2007. — 248 с.: ил. — (Православные подвижники Кольского Севера: Кн. III).
- Преподобный Трифон Печенгский. Исторические материалы к написанию жития. Мурманск — СПб., 2009. — 304 с.: ил. — (Православные подвижники Кольского Севера: Кн. IV).
- Варзуга. Жемчужина Кольского Севера. К 590-летию первого русского поселения на Кольском Севере. — Мурманск — СПб., 2009.
- Неугасимая лампада «Курска». К 10-летию трагедии 12 августа 2000 года. Мурманск — СПб., 2010. — 108 с.: ил. — ISBN 978-5-86983-061-6.
- Жития новомучеников Кольского Севера. В изложении игумена Митрофана (Баданина). — СПб., Мурманск: Ладан, 2011. — 16 с.: ил. — (Кольский патерик: Кн. II).
- Молитвословия Всем святым Кольским и чтимым иконам. / Под ред. игумена Митрофана (Баданина). — СПб. — Мурманск: Ладан, 2011. — 24 с.: ил.
- Житие преподобного Варлаама Керетского чудотворца в краткой редакции, со стихотворным его изложением в форме акафиста. / Под ред. игумена Митрофана (Баданина). — СПб. — Мурманск: Ладан, 2011. — 48 с.: ил. — (Кольский патерик: Кн. III).
- Икона Великого князя: Сказание о Великом князе Михаиле Александровиче Романове и его молельной иконе Божьей Матери «Казанская», что ныне пребывает в церкви преподобного Серафима Саровского на Серафимовском кладбище Санкт-Петербурга. — СПб. — Мурманск: Ладан, 2012. — 156 с.
  - Икона великого князя : сказание о Великом князе Михаиле Александровиче Романове и его молельной Казанской иконе Божией Матери, что ныне пребывает в храме преподобного Серафима Саровского на Серафимском кладбище Санкт-Петербурга. — М. : Отчий дом, 2020. — 254 с. — ISBN 978-5-906241-48-1. — 700 экз.
- Кашкаранские святыни Терского берега. — СПб. — Мурманск: Ладан, 2012. — 48 с.: ил. (Святыни Кольского Севера: Вып. II). — ISBN 978-5-86983-111-8. — 5000 экз.
- История Кандалакшского монастыря. — СПб. — Мурманск, 2012. — 32 с.: ил. — (Святыни Кольского Севера: Вып. III). — ISBN 978-5-86983-110-1 — 5000 экз.
- Князь Александр Невский и Кольский Север. Неизвестные страницы жития. — СПб. — Мурманск, 2013. — 72 с.: ил. — (Кольский патерик: Кн. IV). — ISBN 978-586983-123-7 — 3000 экз. (2-е изд., доп. — СПб. : Ладан ; Мурманск : [б. и.], 2017. — 69 с. — (Кольский патерик; кн. 4). — ISBN 978-586983-123-7 — 3000 экз.)
- Война и любовь. СПб. — Мурманск, 2013. — 72 с.: ил. — ISBN 978-5-86983-121-7.
  - Война и любовь. — М. : Отчий дом, 2018. — 110 с.
- Правда о русском мате. — СПб. — Североморск: Ладан, 2013. — 72 с.: ил.
  - Правда о русском мате. — М. : Ковчег, 2015. — 61 с. — ISBN 978-5-906652-77-5. — 10000 экз.
  - Правда о русском мате. — М. : СТСЛ, 2016. — 80 с. — ISBN 978-5-00-009110-4.
  - Правда о русском мате. — Новосибирск: Изд-во Новосибирской епархии, 2017. — 38 с.
  - Правда о русском мате. — Изд. испр. и доп. — М. : Духовное просвещение, 2019. — 46 с.
- Подвиг «Тумана». Люди и судьбы. — СПб., Североморск, 2016. (Кольский патерик: Книга VI). СПб., — Мурманск, 2013. 72 с.: ил.
  - Подвиг «Тумана». Люди и судьбы. — СПб. : Ладан ; Североморск : Изд-во Североморской епархии, 2016. — 60 с. — (Кольский патерик / Североморская епархия; кн. 6). — ISBN 978-5-86983-057-9 — 3000 экз.
- Житие преподобного Трифона Печенгского чудотворца. В изложении епископа Митрофана (Баданина). — СПб. — Североморск: Ладан, 2017. — 72 с.: ил. — (Кольский патерик: Кн. VII). — ISBN 978-5-9907265-9-8. — 3000 экз.
- Север как феномен. Христианство на подступах к Кольскому Северу. // Кольский Север в Средние века. — Т. 1. — СПб.: Ладан, 2017. — 272 с. — ISBN 978-5-9907265-8-1.
- Присоединение Кольского Севера к Новгородской Руси. Аборигены края и первые христианские поселения // Кольский Север в Средние века. — Т. 2. — СПб.: Ладан, 2017. — 315 с.: ил. — ISBN 9907265-7-4.
- Активная христианизация Кольского Севера в XVI веке. Просветители края, итоги миссии и их последователи. // Кольский Север в Средние века". — Т. 3. — СПб.: Ладан, 2017. — 427 с.: ил. — ISBN 978-5-9907265-6-7.
- Духовные истоки Русской революции. — СПб. — Североморск: Отчий дом, 2017. — 72 с.: ил.
- Спорт и его духовные аспекты. СПб. — Североморск: Отчий дом, 2018. — 72 с.: ил. — ISBN 978-5-586-98302-6-5.
- До и после. Апология книги Еноха. — Североморск : Изд-во Североморской епархии ; СПб. : [б. и.], 2018. — 281 с. — ISBN 978-5-86983-093-7. — 700 экз.
- Мой XX век. О прожитом и пережитом. — СПб. — Мурманск: Ладан, 2019. — 142 с.: ил.
- Мой XXI век. Долгий путь к свету. — СПб. — Мурманск: Ладан, 2019. — 182 с.: ил.
- Грех Содома. — СПб. — Мурманск: Ладан, 2019. — 48с.
- Жемчужные глубины. — Мурманск: Изд-во Мурманской епархии, 2020. — 256 с.: ил.
- Тайна Великой войны. — Мурманск: Изд-во Мурманской епархии, 2020. — 148 с.: ил.
- «Аз есмь из Керети Варлаам». История житий святых отцов Кольского Севера XVI века. — СПб. : Астерион, 2021. — 224 с.: ил. — (Православные подвижники Кольского Севера: Кн. V)
- Жемчужные глубины — II. — Мурманск: Изд-во Мурманской епархии, 2021. — 252 с.: ил.

статьи
- Варлаам Керетский // Православная энциклопедия. — М., 2003. — Т. VI : Бондаренко — Варфоломей Эдесский[англ.]. — С. 632—633. — 39 000 экз. — ISBN 5-89572-010-2.
- Неизвестные подробности жития преподобного Варлаама Керетского из обнаруженного древнего канона 1657 года письма Соловецкого монаха Сергия (Шелонина) // Материалы научно-практической конференции II Ушаковские чтения. — Мурманск, 2005. — С. 252—262.
- Краткий исторический обзор географических мест размещения Трифонов-Печенгского монастыря с XVI по XXI вв. // III Ушаковские чтения. Сборник научных статей. — Мурманск, 2006. — С. 43 — 50.
- Герман Печенгский // Православная энциклопедия. — М., 2006. — Т. XI : Георгий — Гомар. — С. 227—228. — 39 000 экз. — ISBN 5-89572-017-X.
- Гурий Печенгский // Православная энциклопедия. — М., 2006. — Т. XIII : Григорий Палама — Даниель-Ропс. — С. 470—471. — 39 000 экз. — ISBN 5-89572-022-6.
- Преподобный Трифон Печенгский и его духовное наследие // Материалы XIV Богословской Конференции ПСТГУ. — М., 2004.
- Просветители Кольского Севера преподобные Феодорит Кольский и Тифон Печенгский. Опыт православной миссии в XVI веке // Первые Феодоритовские чтения. Сборник научных статей. — Мурманск — СПб., 2007. — C. 14-44
- Неизвестные подробности жития преподобного Варлаама Керетского (на материале Канона письма соловецкого монаха Сергия (Шелонина)) // Русская агиография: Исследования. Материалы. Публикации. СПб., 2009. Т. — LXI.
- Mitrofan Badanin. La missione tra i Lapponi: San Trifon di Pečenga, San Feodorit di Kola e i loro discepoli // Le missioni della chiesa ortodossa russa. Atti del XIV Сonvegno ecumenico internazionale di spiritualita ortodossa sezione russa. L’Italia, — Bose. 2006.
- Проблема трактовки житийного образа прп. Трифона Печенгского в свете новых исторических документов // IV Ушаковские чтения. Сборник научных статей. — Мурманск, 2008.
- Святитель Макарий и опыт православной миссии на Кольском Севере в XVI веке // IV Макарьевские чтения. Сборник научных статей. — Можайск, 2008.
- Образы восхождения к православной святости на примере житий святых Кольского Севера XVI века. Уникальность пути при единстве цели // IV Трифоновские образовательные чтения. Сборник научных статей. — Мурманск, 2009. — C. 15-78
- Проблема достоверности средневекового агиографического материала на примере Житий святых Кольского Севера // Прославление и почитание святых. XVII Международные Рождественские образовательные чтения. Материалы конференции. — М., 2009. С. 33-42.
- Проблема достоверности средневекового агиографического материала на примере житий святых Кольского Севера // Церковный Вестник. — М., 2009. — № 6. — С. 11.
- Нравственный пример святых, как верный ориентир в духовных поисках. По материалам агиографии святых Крайнего Севера // Вторая международная конференция «Амвросианские чтения». Сборник статей. — Милан. 2009.
- Иона Печенгский // Православная энциклопедия. — М., 2011. — Т. XXV : Иоанна деяния — Иосиф Шумлянский. — С. 431-432. — 39 000 экз. — ISBN 978-5-89572-046-2.
- Нравственный пример святых Кольского Севера, как верный ориентир в духовных поисках в условиях современного мира // V Трифоновские образовательные чтения. Сборник научных статей. — Мурманск, 2010
- Возвращение к традиционным духовным ценностям — верный путь качественного скачка в повышении учительского потенциала // Новой школе — нового учителя. Материалы Областной научно-практической конференции. — Мурманск, 2010
- Варзуга — старейшее поселение Кольского Севера. Исторический путь формирования духовности и традиций // Варзуга — первое русское поселение на Кольском Севере. Материалы региональной научно-богословской историко-краеведческой конференции. Вторые Феодоритовские Чтения: под ред. иеромон. Митрофана (Баданина). — Санкт-Петербург: Ладан, 2009. — 300 с. — С. 11-74.
- Взгляд святителя Луки (Войно-Ясенецкого), архиепископа Крымского на здоровье и болезни человека с христианской точки зрения // Вторая международная научно-практическая конференция «Духовное и врачебное наследие Святителя Луки (Войно-Ясенецкого)». Сборник научных статей. — М., 2010.
- Путь страданий со Христом, как уникальная возможность исцеления человеческой природы // Третьи Феодоритовские чтения «Страдания и скорби в спасении человека». Сборник научных статей. Мурманск — СПб., 2010.
- Некоторые аспекты духовных причин катастроф и потрясений в жизни современного человека. К десятилетию трагедии АПЛ «Курск» // Третья международная конференция «Амвросиевские чтения». Сборник статей. — Милан. 2010.
- Крайний Север, как феномен человеческой Истории // Четвёртые Феодоритовские чтения «Север и история». Сборник научных статей. — Мурманск — СПб., 2011.
- Проблема исторического познания мира в «постхристианской» науке // Четвёртая международная конференция «Амвросиевские чтения». Сборник статей. — Милан. 2011.
- Человек — домоправитель творения Божьего. Опыт преображения окружающей природы в агиографическом наследии Крайнего Севера. XX международная богословская конференция. Монастырь Бозе. — Италия. 2012.
- Кандалакшский в честь Рождества Пресвятой Богородицы мужской монастырь // Православная энциклопедия. — М., 2012. — Т. XXX : Каменец-Подольская епархия — Каракал. — С. 156-160. — 39 000 экз. — ISBN 978-5-89572-031-8.
- Икона Дома Романовых. К четырёхсотлетию спасения России от врагов в 1612 году заступлением Божией Матери ради Казанской иконы Ея. // Дом Романовых в истории. Материалы международной научно-богословской историко-краеведческой конференции. Пятые Феодоритовские чтения: под ред. игумена Митрофана (Баданина). — Мурманск — Санкт-Петербург: Ладан, 2013. — 456 с. — Под ред. игумена Митрофана (Баданина). — Мурманск — СПб., 2012. — 286 с. — C. 16-63
- К 400-летию Дома Романовых. Христианское свидетельство представителей династии в завершающий период правления // Пятая международная конференция «Амвросиевские чтения». Сборник статей. — Милан. 2012.
- Доклад по теме конференции: «Мученики XX века» // «Мученики XX века». Материалы региональной научно-богословской историкокраеведческой конференции. Шестые Феодоритовские чтения: под ред. архимандрита Митрофана (Баданина). — Мурманск — Санкт-Петербург: Ладан, 2014. — 376 с. — C. 19-40
- Константинопольская и Афонская миссии прп. Феодорита Кольского, просветителя лопарей в 1556-57 гг. // Афон и славянский мир. 2-я Международная научная конференция. София, 14-16 мая 2014 г. Сборник статей. — СПб., 2014.
- Север и война. Раннее Средневековье // «Север и война». Материалы региональной научно-богословской историкокраеведческой конференции. Седьмые Феодоритовские чтения: под ред. епископа Митрофана (Баданина). — Мурманск — Санкт-Петербург: Ладан, 2015. — 400 с. — C. 13-18
- Первые опыты просвещения на Крайнем Севере Европы. В начале пути // «История просвещения Европейского Севера»: Материалы региональной научно-богословской историко-краеведческой конференции. Восьмые Феодоритовские чтения: под ред. епископа Митрофана (Баданина). — Североморск — Санкт-Петербург: Ладан, 2016. — 240 с. — С. 14-37
- Северное мореплавание на Руси в Средние века // «История северного мореплавания». Материалы историко-краеведческой конференции. Девятые Феодоритовские чтения: под ред. епископа Митрофана (Баданина). — Североморск — Санкт-Петербург: Ладан, 2017. — 368 с. — C. 24-48
- Духовные истоки Русской революции // «Север и революция». Материалы историко-краеведческой конференции. Десятые Феодоритовские чтения: под ред. епископа Митрофана (Баданина). — Североморск — Санкт-Петербург: Ладан, 2018. — 336 с. — C. 17-66
- Правители России и Кольский Север. От князя Владимира до Николая II // «Романовы на Мурмане». Материалы историко-краеведческой конференции. Одиннадцатые Феодоритовские чтения: под ред. митрополита Митрофана (Баданина). — Мурманск: Издательство Мурманской епархии, 2019. — 288 с. — C. 15-44

интервью
- Игумен Митрофан: «Храм меняет обстановку вокруг себя» // «Аргументы и факты», 2010
- «Курск» ушел в небытие для того, чтобы мы вернулись из небытия // «Православие и мир», 12 августа 2011
- Трифонов-Печенгский монастырь: обитель для покаявшихся разбойников // «Православие и мир», 24 декабря 2012
- Замкнутый круг епископа Североморского Митрофана // «Православие и мир», 30 июля 2017